# مقدمة إلى تحليل غير المنتهي (كتاب)
مقدمة إلى تحليل غير المنتهي (باللاتينية: Introductio in analysin infinitorum) هو كتاب كتبه عالم الرياضيات ليونهارد أويلر.